# Руис-Гальярдон, Альберто
Альбе́рто Руи́с-Гальярдо́н Химе́нес (исп. Alberto Ruiz-Gallardón Jiménez; род. 11 декабря 1958, Мадрид) — испанский политик, член Народной партии Испании. Мэр Мадрида в 2003—2011 годах. Председатель правительства автономного сообщества Мадрид в 1995—2003 годах. Министр юстиции Испании в кабинете Мариано Рахоя в 2011—2014 годах.

## Биография
Сын прокурора Хосе Марии Руиса Гальярдона, Альберто изучал юриспруденцию в Университете святого Павла в Мадриде. С 2003 года занимал должность мэра Мадрида. 21 декабря 2011 года был назначен министром юстиции Испании и занимал этот пост до 23 сентября 2014 года. Подал в отставку после заявления Мариано Рахоя о прекращении работы над новой редакцией закона об абортах, подготовленной Руис-Гальярдоном. С 26 апреля 2018 года проходит по коррупционному делу «Операция Лесо», связанному с государственным предприятием водоснабжения автономного сообщества Мадрид Canal de Isabel II. Женат, имеет четверых сыновей.